# 东茅岭街道
东茅岭街道，前身为岳阳市（县级）东区区公所，位于湖南省岳阳市岳阳楼区，1984年5月成立，办事处机关驻岳阳楼区柴家山路。辖区东起南湖大道，西至京广复线。

## 建制沿革
- 1975年，恢复岳阳市（县级）后，设立东区区公所；
- 1984年5月，设立东茅岭街道，属南区；
- 1995年，改属岳阳楼区，办事处驻得胜门路，辖广场、桥头、桥东、东茅岭、得胜门、土桥、岳东、东井岭、新站9个居委会；*1997年8月，东茅岭街道的得胜、站前两个居委会划归岳阳市经济开发区。

## 行政区划
岳阳楼街道辖6个社区。
- 炮台山社区、柴家山社区、年丰巷社区、东茅岭社区、学坡社区、桥头社区